# Олимпик (радиоприёмник)

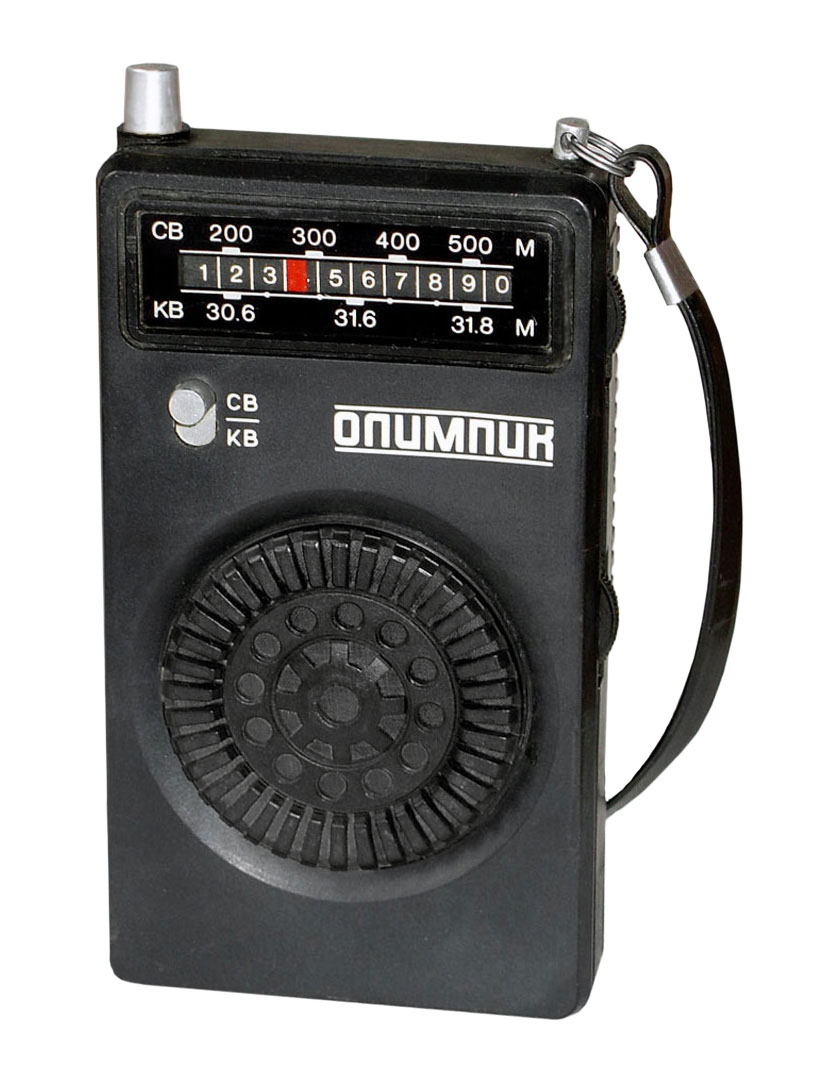
Портативный радиоприемник "Олимпик". Первая модель, разработана в 1977 году, автор - художник Николай Лебедь

«Олимпик» — серия супергетеродинных радиоприёмников производства СССР. Первая модель разработана в 1977 году художником Николаем Лебедем, производство было приурочено к Олимпиаде 1980 года в Москве. Радиоприёмники выпускались Светловодским заводом «Олимп», Украина. Некоторые модели выпускались также Производственным объединением «Алатау», Казахстан.

## Модельный ряд и архитектура
Все радиоприёмники серии содержат однокристалльный ВЧ тракт на интегральной микросхеме К174ХА2 (аналог TCA440). Для выделения промежуточной частоты используется фильтр сосредоточенной селекции либо пьезофильтр. УМЗЧ выполнен, в зависимости от модели, на четырёх или пяти транзисторах. Радиоприёмники имеют разъёмы для подключения монофонического ушного телефона, при этом громкоговоритель автоматически отключается. Компоновка всех радиоприёмников серии вертикальная. Известные модели:

### «Олимпик»
Первая модель серии, проект 1977 года. Автор художественно-конструкторского решения - художник Николай Лебедь. Приемник имеет удачную, удобную конструкцию, был популярен в СССР. Используется владельцами и сегодня, более чем через 40 лет с начала производства. Коротковолновой диапазон (KB) 30.6-31.8м, средневолновой диапазон (СВ) 186.7-571.4м. В тракте ПЧ используется фильтр сосредоточенной селекции. УМЗЧ на четырёх транзисторах: КТ315Б (первый каскад), КТ209Б (второй каскад), КТ315Б и КТ209Б (двухтактный бестрансформаторный выходной каскад).

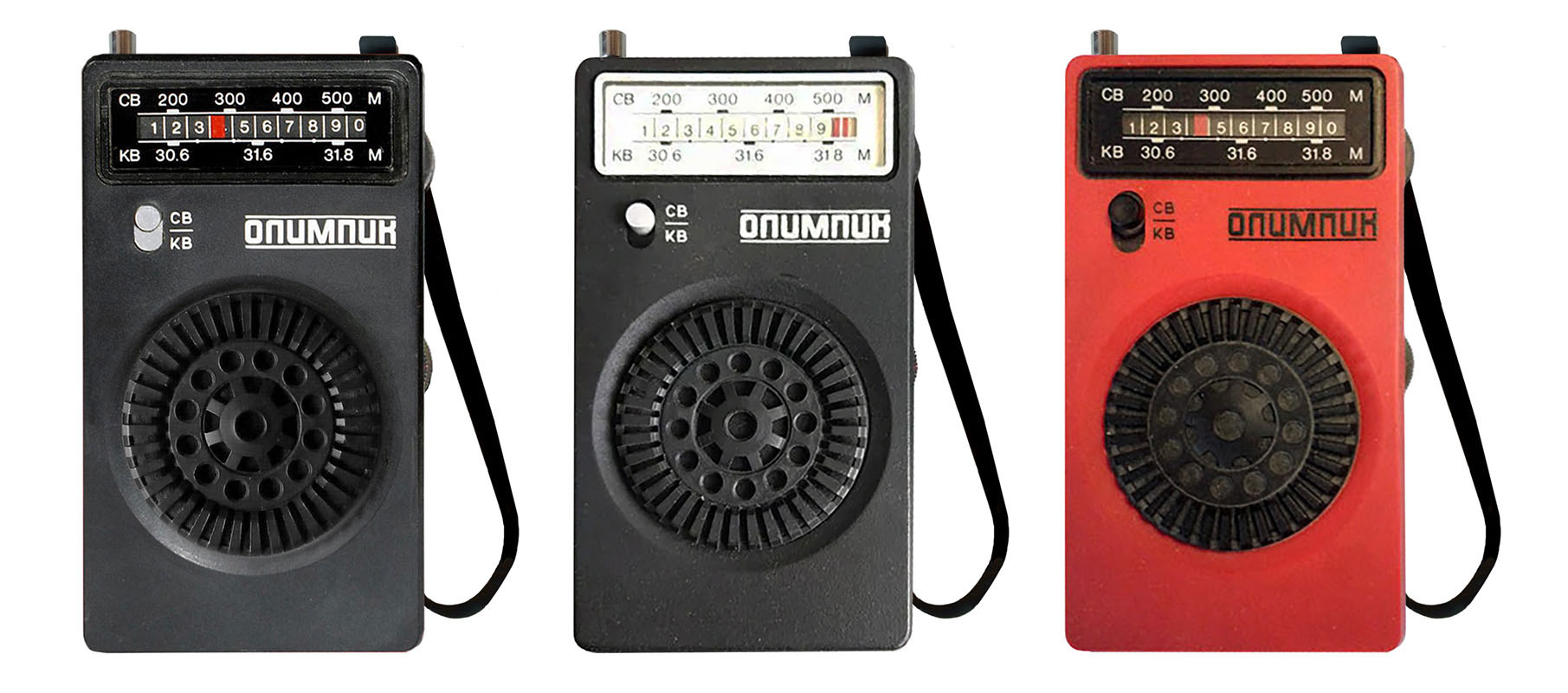
"Олимпик"

### «Олимпик-401»
Оригинальный дизайн Николая Лебедя практически без изменений, незначительные вариации в креплении ремня, черный или серебристый цвет переключателя диапазона и насадки антенны, и др. Приемник имеет удачную, удобную конструкцию, был популярен в СССР. Используется владельцами и сегодня, более чем через 40 лет с начала производства. Коротковолновой диапазон (KB) 30.6-31.8м, средневолновой диапазон (СВ) 186.7-571.4м.

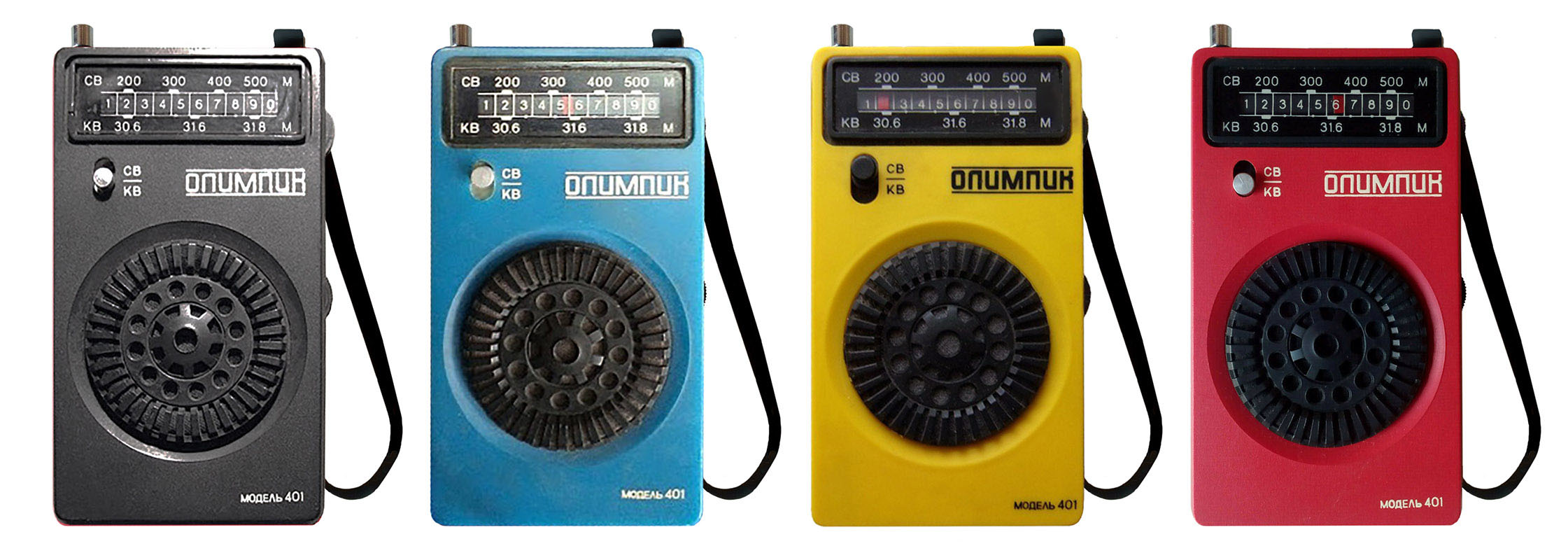
"Олимпик-401"

### «Олимпик-402»
Измененный дизайн, два КВ диапазона вместо одного. Коротковолновой диапазон 1 (KB1) 40.5-50.8м, коротковолновой диапазон 2 (KB2) 24.8-31.7м, средневолновой диапазон (СВ) 186.7-571.4м. Выпускался в двух вариантах, с усилителем мощности звуковой частоты на четырёх либо пяти транзисторах. Второй вариант УМЗЧ использует дополнительный транзистор КТ315Б для стабилизации режима выходного каскада. Известные цвета корпуса - черный, белый, голубой, желтый, зеленый, красный, коричневый, бордовый.

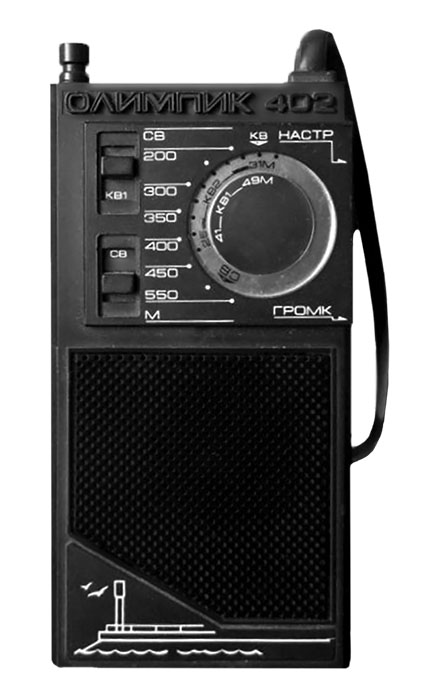
"Олимпик-402"

### «Олимпик-305»
Известные цвета - красный, зеленый, и др.

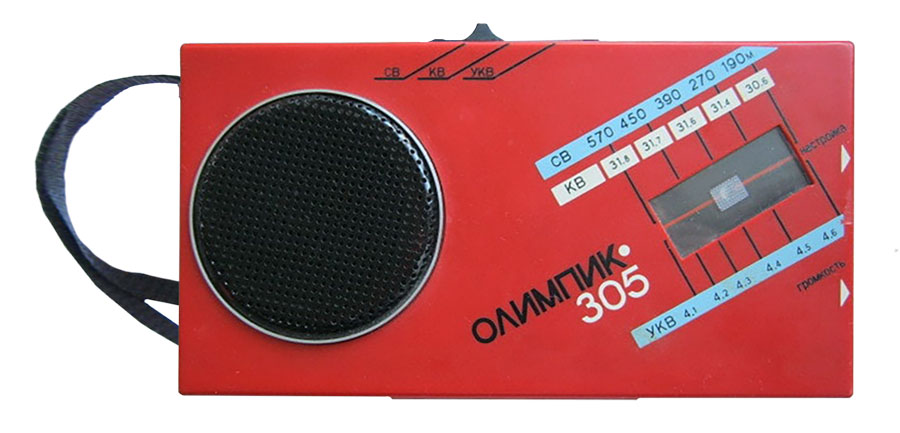
Олимпик-305

### «Олимпик-2»
Отличается дизайном и изменённой схемой. В тракте промежуточной частоты используется пьезофильтр. В усилителе мощности звуковой частоты для задания режима выходного каскада вместо резисторов используются два диода.

### «Олимпик-403»
Радиоприёмник, оборудованный часами с жидкокристаллической индикацией. В отличие от предыдущих моделей, имеет только диапазон СВ (вероятно, для сохранения цены на доступном уровне, несмотря на добавление часов), и питается от трёх элементов 316. Редкая модель 

## Характеристики
Диапазон средних волн, один или два диапазона коротких волн, в зависимости от модели.

## Дополнительно
- Художник Лебедь Николай Яковлевич